# Kirsten Justesen
Kirsten Justesen, född 25 december 1943 i Odense, Danmark, är en dansk konstnär verksam i Köpenhamn och New York med uttalad feministisk inriktning.

## Biografi
Kirsten Justesen avslutade studier vid Det Kongelige Danske Kunstakademi 1975, där hon studerade klassisk skulptur. 
Hennes arbete omfattar body art, performance, skulptur och installationer. Hon var del av det avant-garde som växte fram på 1960-talet och är en pionjär inom ”three-dimensional art” som innefattar konstnärens egen kropp, där hon utvecklade ett skulpturellt fält med kroppen som redskap. 
Hon grundlade en feministisk konst syftade till att utmana traditionella normer och värdesystem i 1970-talets kvinnosyn. I hennes senare verk är kropp och skulptur engagerad i undersökningar av förhållandet mellan kropp, rum, språk och tid.
Justesen har producerat scenografier vid en mängd danska teatrar seden 1967 och skapade den Scenografiska Avdelningen vid Den Kongelige Danske Scenekunstskole 1985-1990. Hon har skapat utställningar, events, konstinstallationer, performance och offentlig konst seden mittan på 1960-talet. Hon har Statens Kunstfonds livsvariga konstnärslön och har undervisat i Skandinavien, USA och Mellanöstern.
Hennes verk har en stark politisk dagordning och utmanar konstscenens och samhällets förståelse av kön och marginaliseringen av kvinnor. På 1970-talet skapade hon otaliga kritiska och humoristiska motbilder till den manliga konstnärens klassiska och romantiska representation av husmodern i hemmet under titeln "The Housewife Pictures". Bilderna blev distribuerade som plakat, i magasin och i konstlitteraturen.
Justesen's publikation Kors Drag publicerades 1999. Den sammanfattar en kollektion av 200 bilder och 100 texter, av internationella kvinnliga konstnärer. Meltingtime # 11 är en retrospektiv publicerad 2003.